# Gare de Rennes
La gare de Rennes est une gare ferroviaire française de la ligne de Paris-Montparnasse à Brest, située au sud du centre-ville de Rennes, préfecture du département d'Ille-et-Vilaine et de la région Bretagne.
Elle est édifiée à la limite des quartiers Saint-Hélier, au nord, et Sainte-Thérèse, au sud, à environ un kilomètre de l’hôtel de Ville, à l’extrémité sud de l'avenue Janvier entre les boulevards de Beaumont et Solférino (au nord), la rue de l’Alma (à l’ouest), les rues de Châtillon, de Quinelieu, et Pierre-Martin (au sud) et la rue Saint-Hélier (à l’est).
C'est la principale gare de la ville, qui compte également les haltes voyageurs de Pontchaillou et La Poterie. Quotidiennement, 54 TGV et 180 trains régionaux transportent en moyenne 26 300 voyageurs en 2013. En 2019, environ 400 trains partent de la gare chaque jour.
Sa création remonte à 1857, lors de l'arrivée dans la ville de la ligne de Paris-Montparnasse à Brest.
Une seconde gare est créée en 1992 par un groupement d'architectes rennais constitué des agences Archipole (Thierry Le Berre), BNR (Brajon, Nicolas, Ressaussière) et Aria (Le Trionnaire) pour la mise en service du TGV Atlantique. Un ensemble immobilier de bureaux, de services, un second accès par le Sud, et des correspondances avec les autres systèmes de transport la prolongent (gare routière, accès direct au métro).
Une troisième gare est créée d'octobre 2015 à juillet 2019 sur la base de la seconde. Cette profonde restructuration est destinée à accompagner l'arrivée de la LGV Bretagne (juillet 2017), la mise en service de la seconde ligne de métro (2022), le doublement du trafic ferroviaire (prévu entre 2019 et 2025) et la création d'un quartier d'affaires nommé EuroRennes (fin du programme en 2025).

## Situation ferroviaire

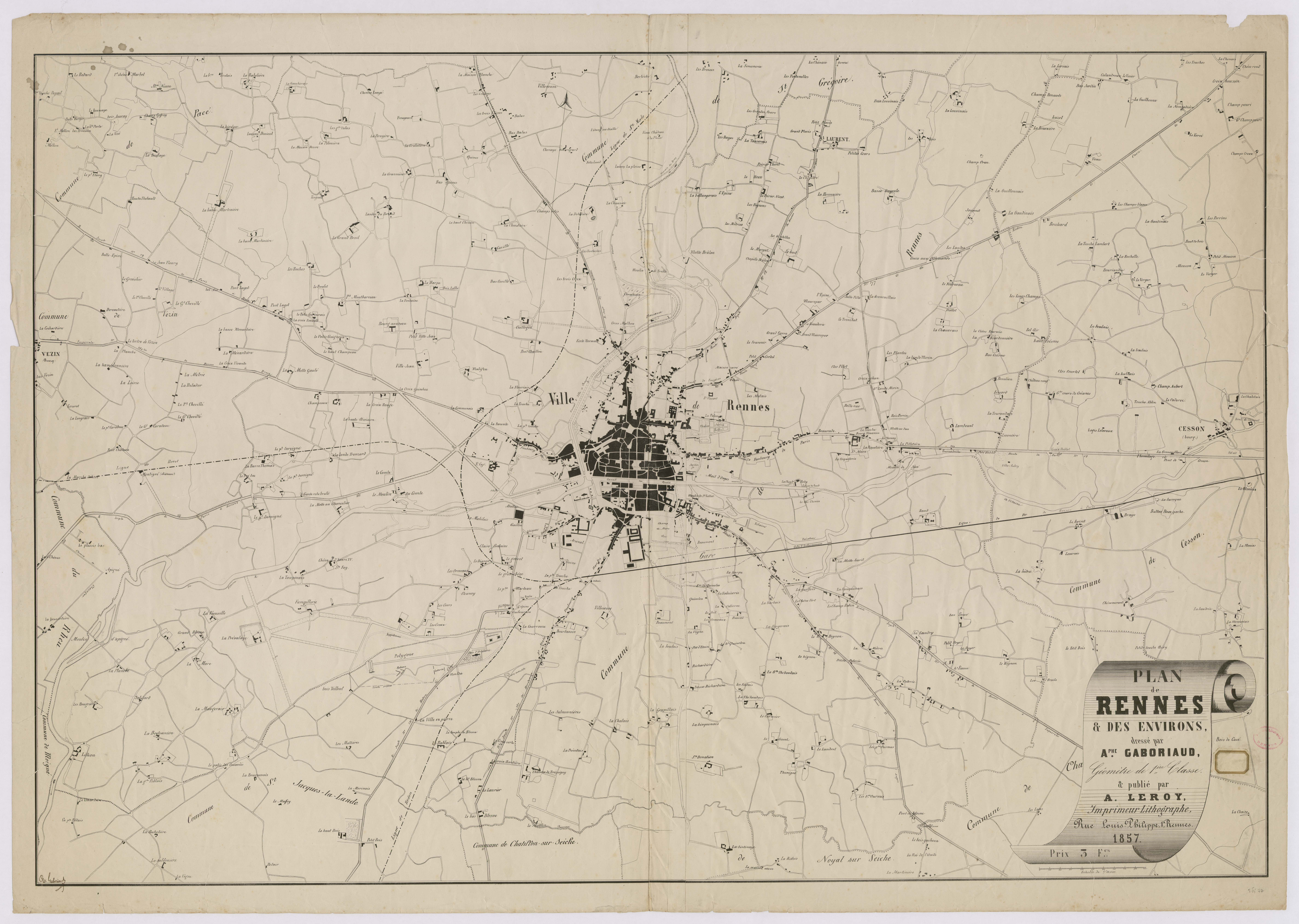
Situation des voies de chemin de fer autour de Rennes en 1857.

Établie à 30 mètres d'altitude, la gare de bifurcation de Rennes est située au point kilométrique (PK) 373,251 : de la ligne de Paris-Montparnasse à Brest, entre les gares de Cesson-Sévigné et de L'Hermitage - Mordelles ; de la ligne de Rennes à Redon, avant la gare de Saint-Jacques-de-la-Lande ; et de la ligne de Rennes à Saint-Malo - Saint-Servan, avant la halte de Pontchaillou.
Elle est également l'aboutissement au PK 60,301 de la ligne de Châteaubriant à Rennes, après la gare de Rennes-La Poterie.

## Histoire

### Origine
L'époque a ses modes ; aussi, l'arrivée du chemin de fer paraît inévitable aux yeux des autorités rennaises. Pour Ange de Léon, « la ville se tend vers le rail comme une vierge qui brise ses entraves, et se précipite au devant de son amant qui vient la féconder. ». Cette volonté de modernisation de la ville, en permettant un débouché rapide aux actuelles et futures industries permet aussi un gain d'un point de vue militaire et stratégique. La nouvelle ligne et la gare sont en effet la porte d'accès à la Bretagne, qui peut être le champ de bataille face à une invasion de l'Angleterre ou face à un soulèvement de la province, tout comme une base arrière pour défendre Paris. Dès 1841, ces opportunités stratégiques avaient été communiquées au président du conseil François Guizot, qui dirigeait l'établissement des premières grandes lignes de chemin de fer en France.
L'arrivée du chemin de fer à Rennes se précise avec le classement de la ligne de Paris à Rennes le 26 juillet 1844, dans le cadre de la loi sur les chemins de fer du 11 juin 1842. Une somme de 50 millions de francs est attribuée à la réalisation d'une ligne de Chartres à Rennes par la loi du 21 juin 1848. Elle précise que la concession sera d'une durée de 60 ans. N'ayant pas trouvé de concessionnaire, l'État prend en charge la construction de Versailles à Chartres qu'il ouvre à la circulation le 12 juillet 1849.
C'est une compagnie anglaise, dénommée « Compagnie de l'Ouest » (première du nom), qui obtient en 1851 la concession pour 99 ans d'un chemin de fer de l'Ouest jusqu'à Rennes. Les travaux reprennent conjointement entre l'État et la compagnie, ce qui permet de mettre en service 36 kilomètres supplémentaires jusqu'à La Loupe le 7 septembre 1852. Le chantier se poursuit avec les ouvertures de La Loupe à Nogent-le-Rotrou le 16 février 1854 et de Nogent-le-Rotrou au Mans le 1er juin 1854. La compagnie entreprend les travaux de la section suivante mais, sur décision de l'État, elle est fusionnée, par les décrets du 2 mai et du 16 juin 1855, avec d'autres sociétés des chemins de fer normands et bretons, pour permettre la création de la nouvelle Compagnie des chemins de fer de l'Ouest (Ouest). Celle-ci ouvre la section jusqu'à Laval le 14 août 1855.

### Emplacement

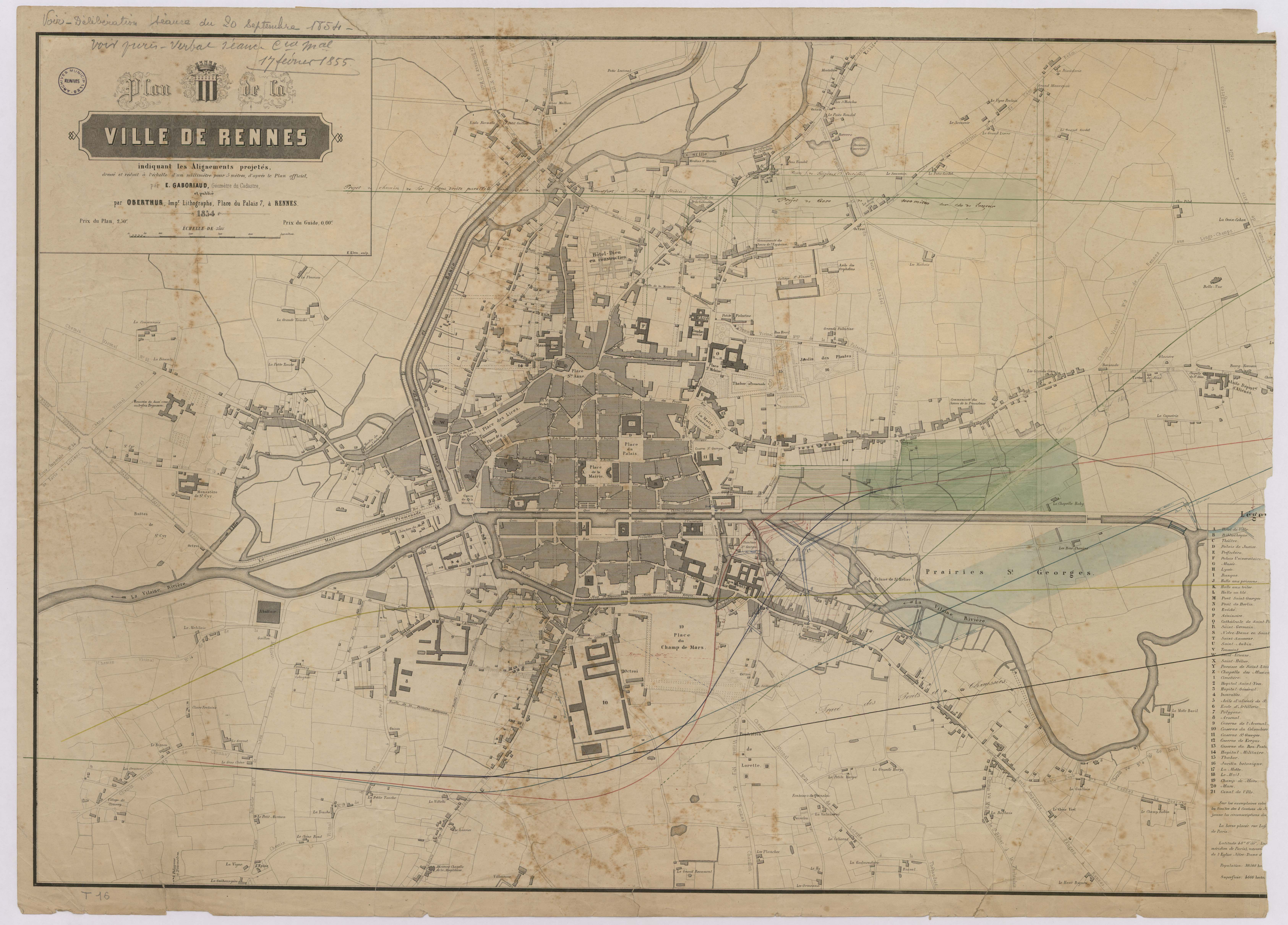
Emplacements étudiés quant à l'implantation de la gare de Rennes.

Plusieurs emplacements pour établir la gare de Rennes sont à l'étude. La plupart sont situés au nord de la Vilaine, hors du tracé des Ponts-et-Chaussées. Sur un plan de la ville de 1854 sont représentés trois emplacements, tous au nord, : tout au nord, au cœur du faubourg de Fougères, à la limite d'octroi ; à l’est du centre, au lieu-dit du « Mail-Donges », le long du canal ; et sur les prairies Saint-Georges entre la Vilaine et son canal. C'est l'emplacement prévu par les Ponts-et-Chaussées, au lieu-dit « de Lorette », à l'emplacement des poudrières au sud de la ville, qui est finalement choisi.
Avant les années 1850, le sud de la Vilaine se trouvait en pleine campagne. On ne trouvait que les casernes du Colombier et l’Arsenal ainsi que le champ de Mars, au sud duquel se trouvaient deux octrois et les poudrières de Lorette. Les seules habitations se trouvaient à l’ouest, le long de la rue de Nantes. Le bras sud de la Vilaine ne sera comblé qu’en 1860 pour créer le boulevard de la Liberté (boulevard de l’Impératrice de 1862 à 1870). Les bâtiments publics et les réalisations préalables se concentraient autour de l'axe de la Vilaine. Le précédent édifice public, le palais universitaire des sciences, sis sur le quai sud, étant orienté vers la rivière, l'arrivée de la gare va complètement chambouler ces repères.
Excentrée par rapport au centre, la gare est reliée à la Vilaine au nord par l'avenue de la Gare. La gare amène à une étude d'urbanisation, menée par Ange de Léon, maire, dont le bilan de mai 1861 montre les grands travaux d'extension de la ville vers le sud : achèvement de la gare, de l'avenue de la gare (l'axe le plus fréquenté de la ville en 1883), d'une rue d'accès à l'est et du comblement du bras sud de la Vilaine ; en projet l'avenue Napoléon III, le futur boulevard du Colombier et le Champ de Mars. Jean-Baptiste Martenot, architecte de la ville, entreprend de combler l'espace vide en construisant des hôtels particuliers le long du boulevard de la Liberté, ainsi que le lycée impérial, actuel lycée Émile Zola.
La gare amène à la création de nouveaux pôles économiques et de logements, par l'aménagement des prairies Saint-Georges et des alentours de la gare elle-même (logements des cheminots au sud, à Quineleu). La place de la gare, triangulaire, permet de faire rayonner les rues vers la cour aux voyageurs établie au nord des voies, tout en isolant les faubourgs au sud par des franchissements obligatoires. Cette nouvelle limite urbaine ne sera vraiment dépassée que bien plus tard.

### Première gare

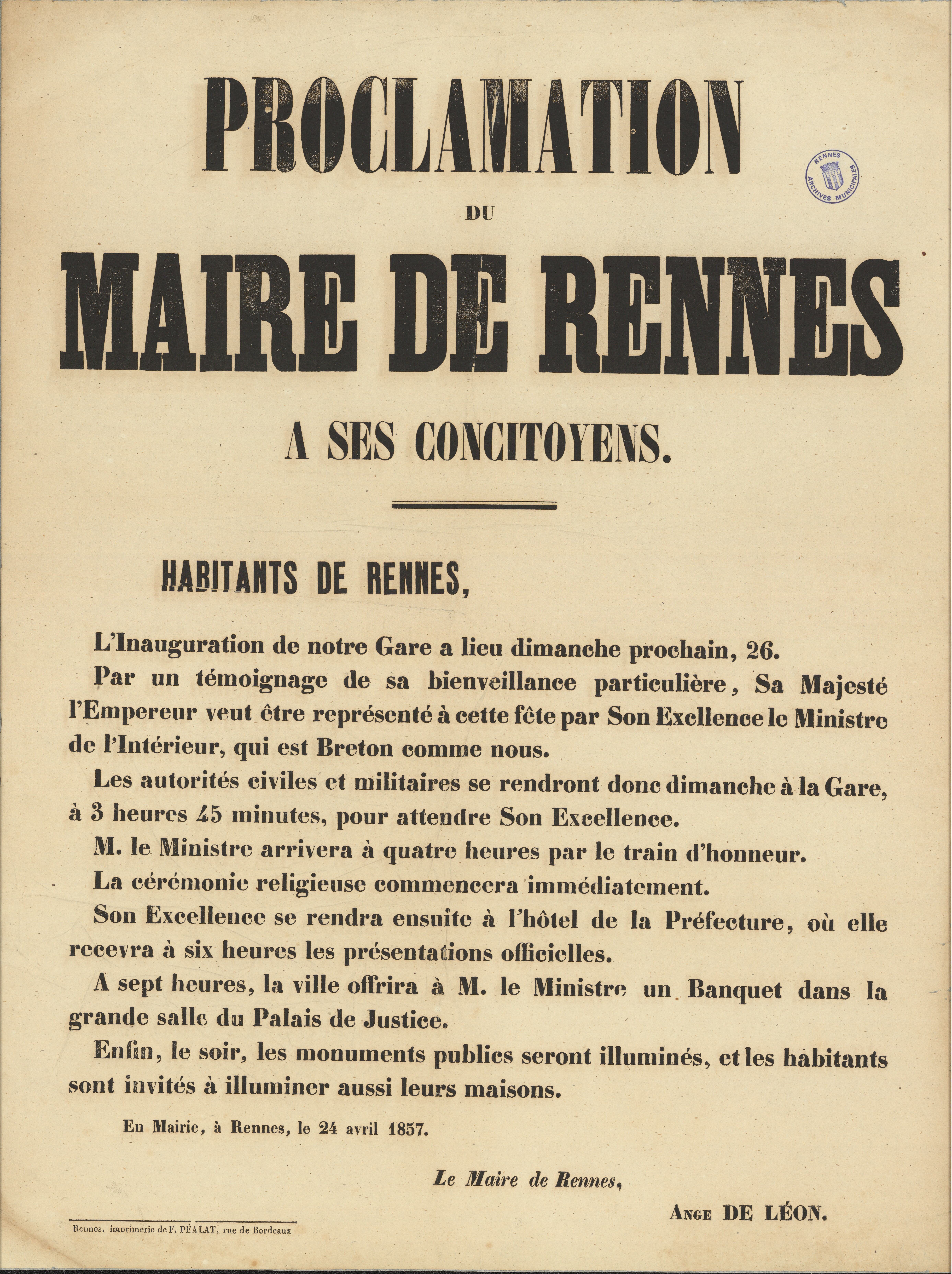
Affiche annonçant le déroulement de l'inauguration de la gare de Rennes, le 26 avril 1857.

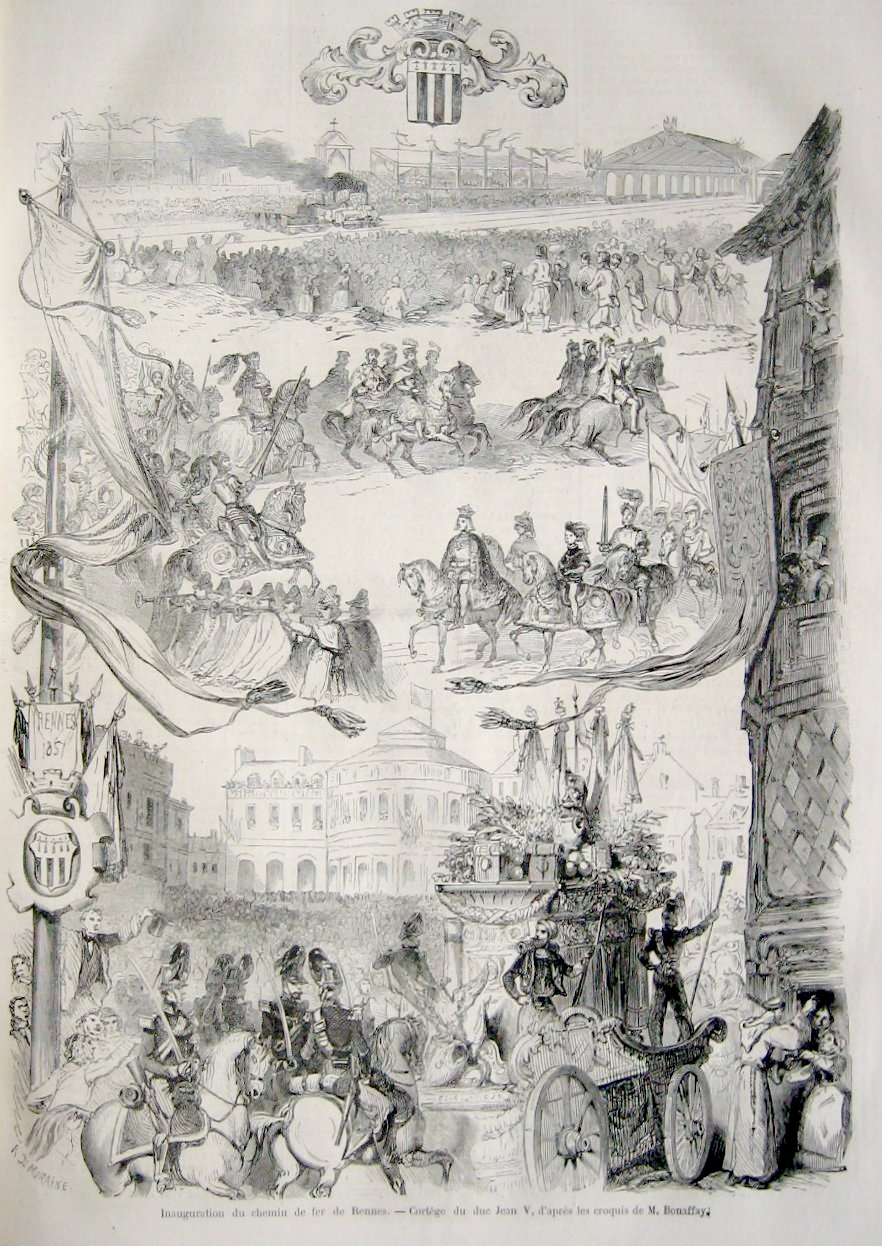
Cortège du duc Jean V, d'après un croquis de M. Bonnaffay, publié dans Le Monde illustré du 9 mai 1857.

La concession des lignes vers Redon, Brest et Saint-Malo en avril 1855 nécessite de prévoir à Rennes les installations indispensables au bon fonctionnement du service de la traction. La surface prévue pour l'aménagement de la gare de Rennes est de 14 hectares développés sur une longueur de 900 mètres. Le chantier ouvre en août 1856. Il consiste notamment à construire un bâtiment voyageurs avec une grande halle pour couvrir les quais, de 131 mètres de long, dans son prolongement une gare marchandises et en face, de l'autre côté des voies, une remise et des ateliers pour les locomotives.
Au printemps 1857, les travaux sont suffisamment avancés pour que l'on puisse mettre en service la gare. Le 15 avril, la compagnie des chemins de fer de l'Ouest ouvre la ligne et la gare au service des marchandises et le 1er mai 1857 au service des voyageurs. Entretemps, les festivités pour l'inauguration sont organisées sur trois jours, les 26, 27 et 28 avril, par Adolphe Billault, alors ministre de l’Intérieur, et Ange de Léon, maire de Rennes. Avec des spectacles historiques : la reconstitution de l'entrée de Jean V de Bretagne à Rennes, un défilé de chars représentant les multiples corporations de la ville, des bals et des banquets. Un correspondant de l’époque indique le programme suivant : le 26 avril, inauguration du chemin de fer de Rennes à Paris, bénédiction de la voie et du matériel, grand banquet officiel assaisonné de discours officiels et présidé par M. le ministre de l’intérieur, illumination de la ville ; le 27 avril, cavalcade historique représentant l'entrée solennelle à Rennes du duc de Bretagne Jean V en l’an 1401, illumination de la promenade du Thabor et feu d’artifice de M. Kervella ; et le 28 avril : tournoi et carrousel au Champ-de-Mars, tirage de la loterie Rennaise et bal à l’Hôtel-de-Ville.
Le bâtiment voyageurs est dû à Victor Lenoir, architecte de la compagnie. Réalisé en 1855, il présente un bâtiment principal comprenant la billetterie et les salles d'attente, complété par deux ailes perpendiculaires, le fermant en U comme un château. Il dessert cinq voies à quai, couvertes par une verrière.
La gare est à l'origine un ensemble ferroviaire complet. En 1887, elle comprend non seulement la gare aux voyageurs et celle aux marchandises, mais aussi un atelier de réparation du matériel (tenders et voitures) mitoyen d'un dépôt de locomotives au sud et un dépôt des voitures, situé à l'ouest du bâtiment des voyageurs, sur le boulevard Beaumont. L'ensemble tient dans ses limites actuelles nord et sud, tout en se limitant d'est en ouest à la rue du Faubourg-de-Guerche et le pont de l'Alma.
La gare est visée deux fois par des bombardements aériens durant la Seconde Guerre mondiale. Tout d'abord le bombardement du 17 juin 1940, opéré par l'aviation allemande en rase-mottes, fait près de 700 morts (bilan incertain). Un train de munitions est touché par plusieurs bombes, alors qu'il stationnait sur le triage de la plaine de Baud aux côtés de trains de militaires et de réfugiés. Le bâtiment voyageurs ne sera pas touché, contrairement au bombardement du 8 mars 1943, où l'aviation alliée bombarde le triage à près de 6 000 mètres d'altitude. Le triage, la gare, mais aussi les quartiers alentour, seront touchés. Le bombardement fera 274 morts et 172 blessés.
Entre 1939 et 1941, est construit le poste central de la gare. Ce poste d'aiguillage est adossé à la gare, le long du premier quai. C'est le dernier construit par la société Mors et il restera en service jusqu'en 2018. En janvier 2020, le bâtiment et l'ensemble de son équipement technique sont inscrits aux monuments historiques.

Première gare de Rennes (1855)
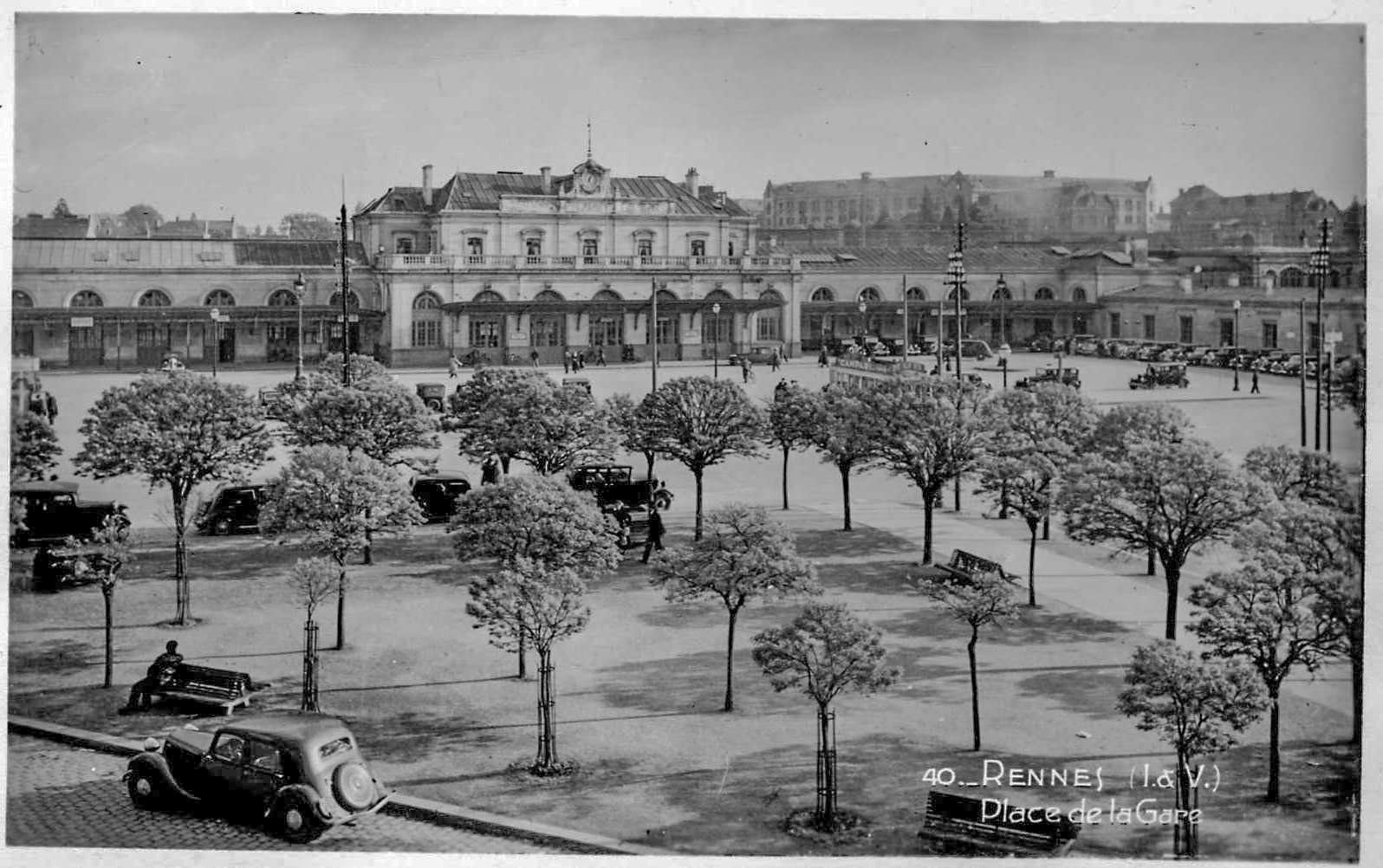
La gare et sa place, vers 1935.
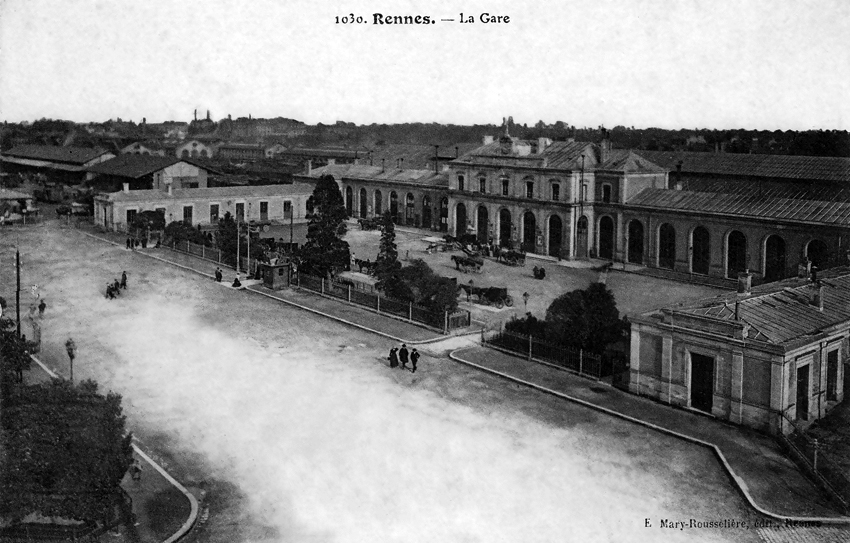
Vue d'ensemble de la gare vers 1900.
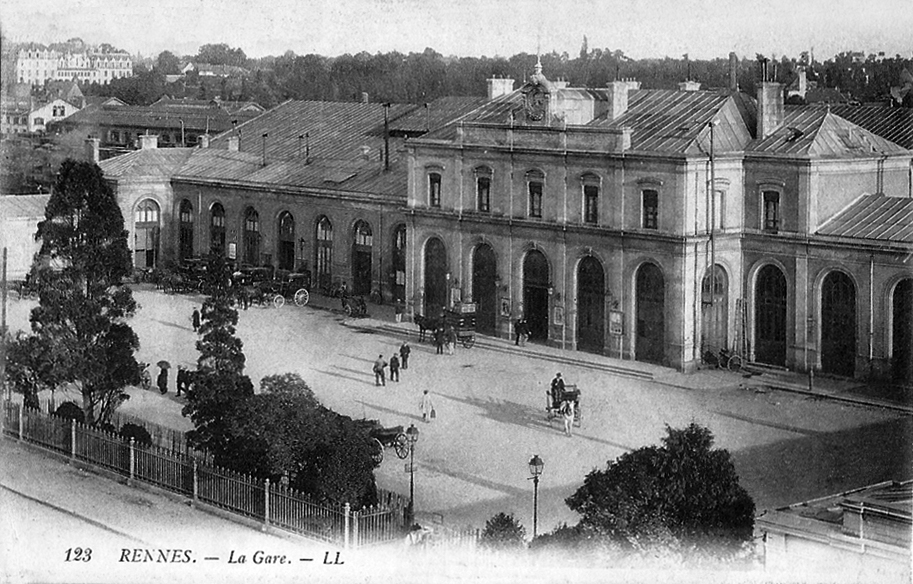
Le bâtiment voyageurs vers 1900.
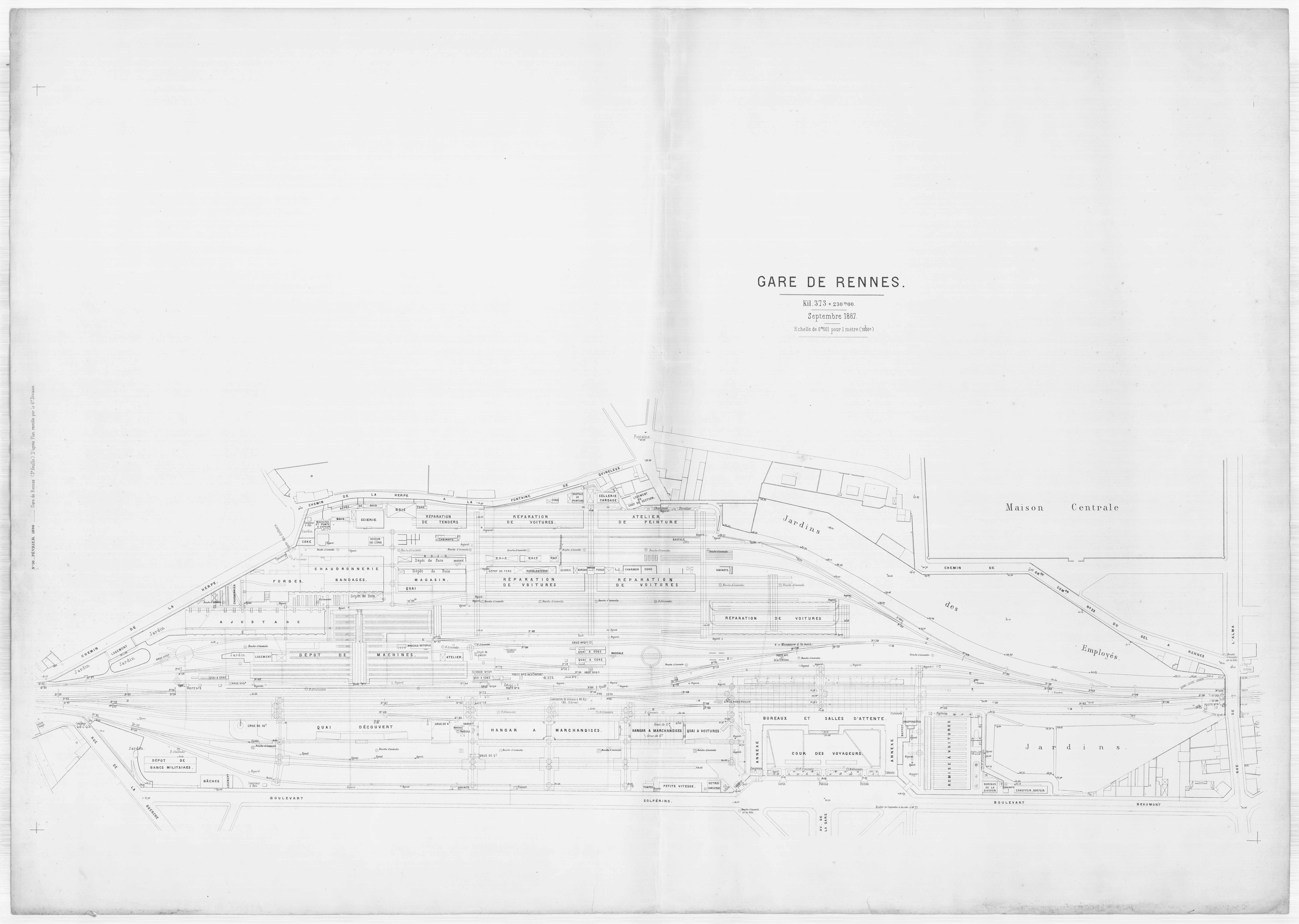
Plan de la gare en 1887.

### Deuxième gare
La nouvelle gare de Rennes est aménagée par l'architecte Thierry Le Berre, à l'occasion de l’arrivée du TGV Atlantique en 1992. Plus spacieuse, elle prend la forme d'une dalle surplombant les voies et permettant une liaison avec le quartier du sud de la gare. Les ateliers de la rue Pierre-Martin sont maintenus.
L'aménagement de la nouvelle gare oblige à d'importants travaux. Le 16 avril 1988, le bunker de la gare, construit durant la guerre, est partiellement détruit au moyen d'explosifs. Trois tirs seront nécessaires à sa destruction totale. La future station de métro est prévue lors des aménagements de la nouvelle gare.
Le métro de Rennes est en correspondance avec les trains à la station Gares, inaugurée le 15 mars 2002. Lors des travaux, le 24 juillet 1998, le tunnelier du métro, Perceval, provoque un fontis profond d'un mètre au niveau de la voie 5 de la gare de Rennes.
Les 150 ans de la gare ont été marqués, du 23 au 26 janvier 2008, par une exposition de photographies en grand format sur le parvis de la gare, des séances de poésie ferroviaire, des animations du cercle celtique Tud an Hent Houarn, et par la présence en gare de la locomotive à vapeur 141 R 1199, basée à Nantes.
En 2013, d'après Le Télégramme, la gare a été fréquentée par 9,6 millions de voyageurs.

### Troisième gare
Afin de faire face à l'accroissement du trafic (son doublement est prévu entre 2019 et 2025), une troisième gare est construite sur les bases de la précédente. Elle rassemble un pôle multimodal agrandi, incluant la correspondance des deux lignes de métro, des parkings agrandis et 130 000 m² de bureaux supplémentaire (projet EuroRennes).
Les travaux démarrent à l'automne 2015, par le démontage de la façade de la seconde gare. L'ensemble des travaux, assurés par l'agence rennaise de l'entreprise générale Léon Grosse, a nécessité une planification pour conserver la gare entièrement fonctionnelle durant l'ensemble des travaux alors que la surface commerciale était réduite jusqu'à 70 %.
Afin de faciliter la connexion entre le centre-ville et le quartier Sud-Gare, la passerelle Anita-Conti, située à l'ouest de la gare, est ouverte en 2017. Elle est ouverte 24h/24. Avec la façade, elle permet de « gommer le fleuve ferroviaire ».
Depuis le 21 mai 2018, la gare dispose d'un nouveau poste d'aiguillage ainsi que d'un quai supplémentaire (quai F) et de deux nouvelles voies (voies 9 et 10). Cette même année, la gare routière est réaménagée par la région Bretagne.
La signature de la nouvelle gare est son toit, réalisé en éthylène tétrafluoroéthylène (ETFE) translucide gonflé, symbolisant un nuage posé au sol. Le sol du hall de départ est en bambou.
Le coût total du réaménagement avoisine les cent millions d’euros, financés par la SNCF, la région, la métropole de Rennes et la ville. La finition du toit en ETFE a généré un surcoût de 745 000 € pour Rennes Métropole et 241 000 € pour la ville de Rennes. L'inauguration a lieu le 3 juillet 2019.
Les finitions extérieures (esplanade végétale entre la gare haute et aménagement de l'avenue Janvier) ont été terminées en 2021.
En juin 2021, une sculpture monumentale créée par l'artiste breton Jean-Marie Appriou, représentant le cheval mythologique Morvarc'h, est installée sur le parvis de la gare. La sculpture mesure 4 mètres de haut sur 5 de large, pour un poids de 2,2 tonnes.
En 2018, les études pour l'installation du système « 2 Trains sur la même voie » (2TMV) sont lancées. Développé par SNCF Réseau, il a pour but de réduire la congestion ferroviaire aux heures de pointe. Ce système permet à deux trains, en provenance ou en direction de destinations distinctes, de partager simultanément une même voie, augmentant ainsi la capacité opérationnelle de la gare d'environ 30 %. Le déploiement du 2TMV a nécessité des aménagements importants, incluant l'installation de poutres et de portiques de signalisation pour une arrivée sécurisée des trains. Les travaux ont été réalisés entre janvier et octobre 2022, suivis par une période de tests, certifications et formations jusqu'en septembre 2023. Le coût total du projet, évalué à 12,6 millions d'euros, est financé par l'État, le conseil régional de Bretagne, Rennes Métropole et SNCF Réseau. Le système est opérationnel depuis le 24 septembre 2023, après une interruption de 23 heures des circulations des trains de voyageurs. Cette technologie ouvre la voie à des études prospectives pour son éventuel déploiement d'ici 2030 dans d'autres gares telles que celles situées à Lyon, Nantes ou Grenoble. Cette démarche s'inscrit également dans le projet de réseau express régional métropolitain, prévu pour la rentrée 2024, visant à accroître le trafic ferroviaire de la gare d'environ 20 % pour offrir une fréquence de service plus élevée sur différentes branches du réseau ferroviaire rennais,.

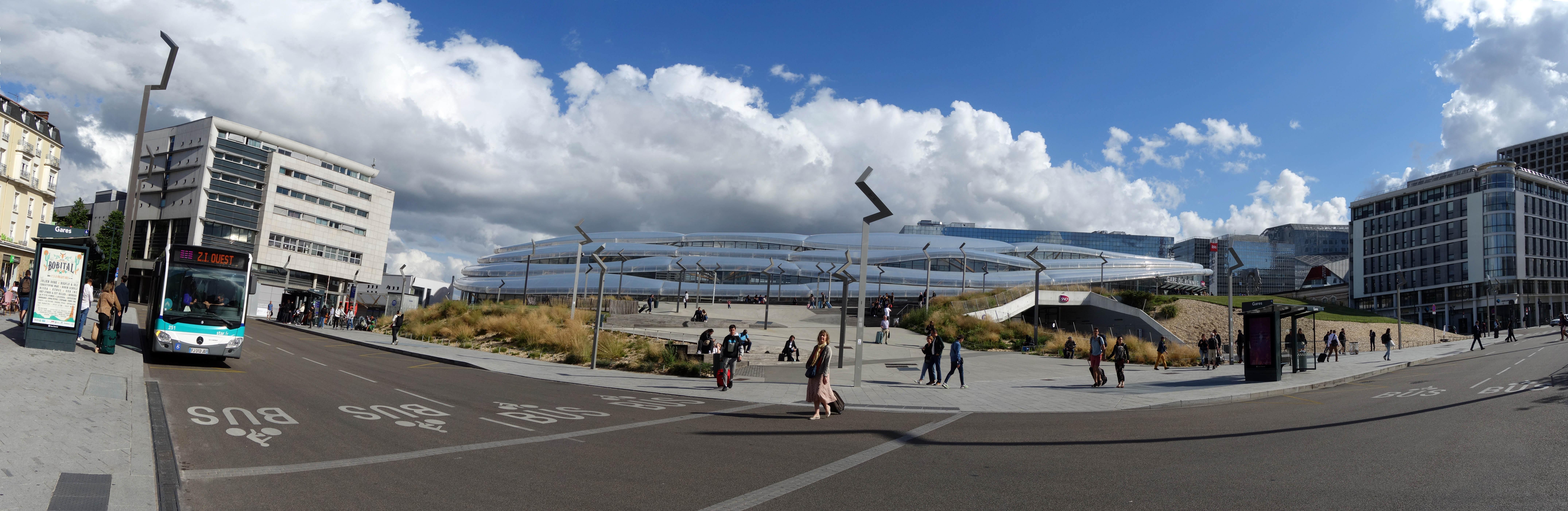
Vue panoramique du parvis de la gare, depuis le nord et l'avenue Jean-Janvier.

## Fréquentation
| Évolution du trafic voyageurs | Évolution du trafic voyageurs | Évolution du trafic voyageurs | Évolution du trafic voyageurs | Évolution du trafic voyageurs |
| Année                         | Voyageurs                     | Non voyageurs                 | Total                         | Évolution                     |
| ----------------------------- | ----------------------------- | ----------------------------- | ----------------------------- | ----------------------------- |
| 2023                          | 15 169 003                    | 5 056 334                     | 20 225 337                    | + 8.96 %                      |
| 2022                          | 13 921 836                    | 4 640 612                     | 18 562 448                    | + 44.73 %                     |
| 2021                          | 9 619 265                     | 3 206 421                     | 12 825 686                    | + 29.43 %                     |
| 2020                          | 7 431 788                     | 2 477 262                     | 9 909 050                     | - 41 %                        |
| 2019                          | 11 588 429                    | 5 206 396                     | 16 794 825                    | + 11,23 %                     |
| 2018                          | 10 418 643                    | 4 680 840                     | 15 099 483                    | + 0,35 %                      |
| 2017                          | 10 381 870                    | 4 664 319                     | 15 046 189                    | + 10,31 %                     |
| 2016                          | 9 411 458                     | 4 228 336                     | 13 639 794                    | - 0,28 %                      |
| 2015                          | 9 437 542                     | 4 240 055                     | 13 677 597                    | -                             |

## Service des voyageurs

### Accueil
De l'ancienne gare (qui donne au Nord sur le centre-ville), il reste quelques arcades sur quai et les ailes sur lesquelles repose le hall voyageurs construit en 1992 : un triangle d'acier et de verre construit au-dessus des voies. D'une surface de 6 000 m2, le niveau supérieur accueille ainsi un ensemble de commerces, les billetteries, le hall d'attente et les points d'information.
Ce hall, qui donne accès à l'ensemble des voies par des escalators et des escaliers, est également desservi par des ascenseurs ; il communique également avec un l’accès Sud par une dalle ouverte, construite avec un parc immobilier de bureaux au-dessus d'elle (1994) et un hôtel (2002) ainsi qu'un accès automobile avec parking souterrain pour améliorer la desserte et l’accessibilité dans la ville en évitant le centre.
Du côté Nord (centre-ville), l'ancienne gare réaménagée au rez-de-chaussée donne accès au souterrain desservant l'ensemble des voies, et permet aussi l'accès direct au métro (lignes A et B). La place de la gare au Nord est, de 1992 à 2014 (date de début du chantier de la ligne b du métro), une dalle presque entièrement piétonne donnant aussi accès aux taxis (également accessibles côté Sud), aux bus urbains de Rennes (voies réservées avec accès contrôlé), ainsi qu'à la gare routière voisine pour les correspondances de cars régionaux et internationaux.
Un hall avancé est créé au nord lors de la création de la troisième gare. Le souterrain est doublé à cette occasion, avec un accès direct au métro et à l'esplanade. Elle est située dans la zone de validité des titres de transport intermodaux Unipass de Rennes Métropole,.

Installations
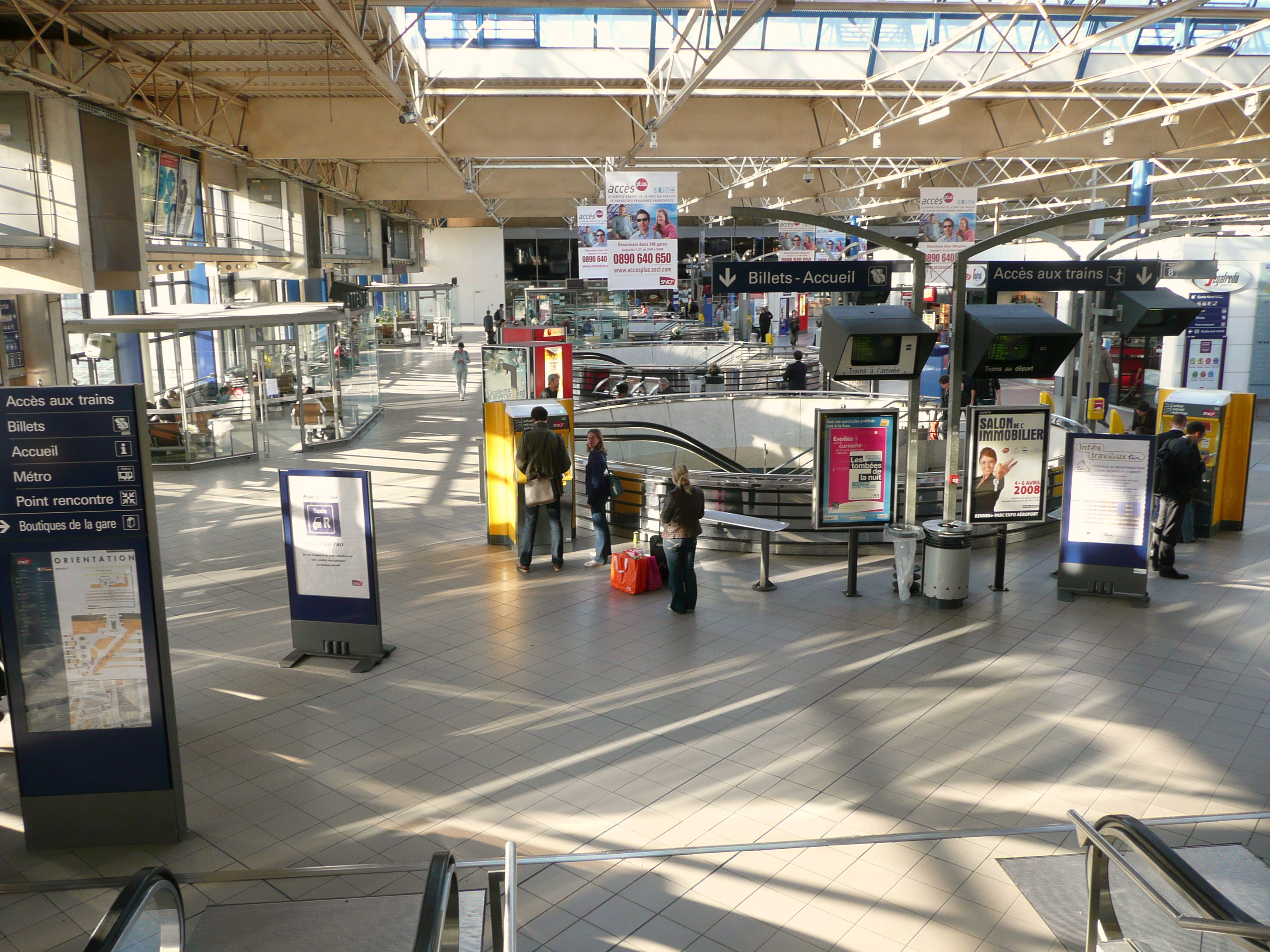
Hall voyageurs de la gare de Rennes au-dessus des voies.
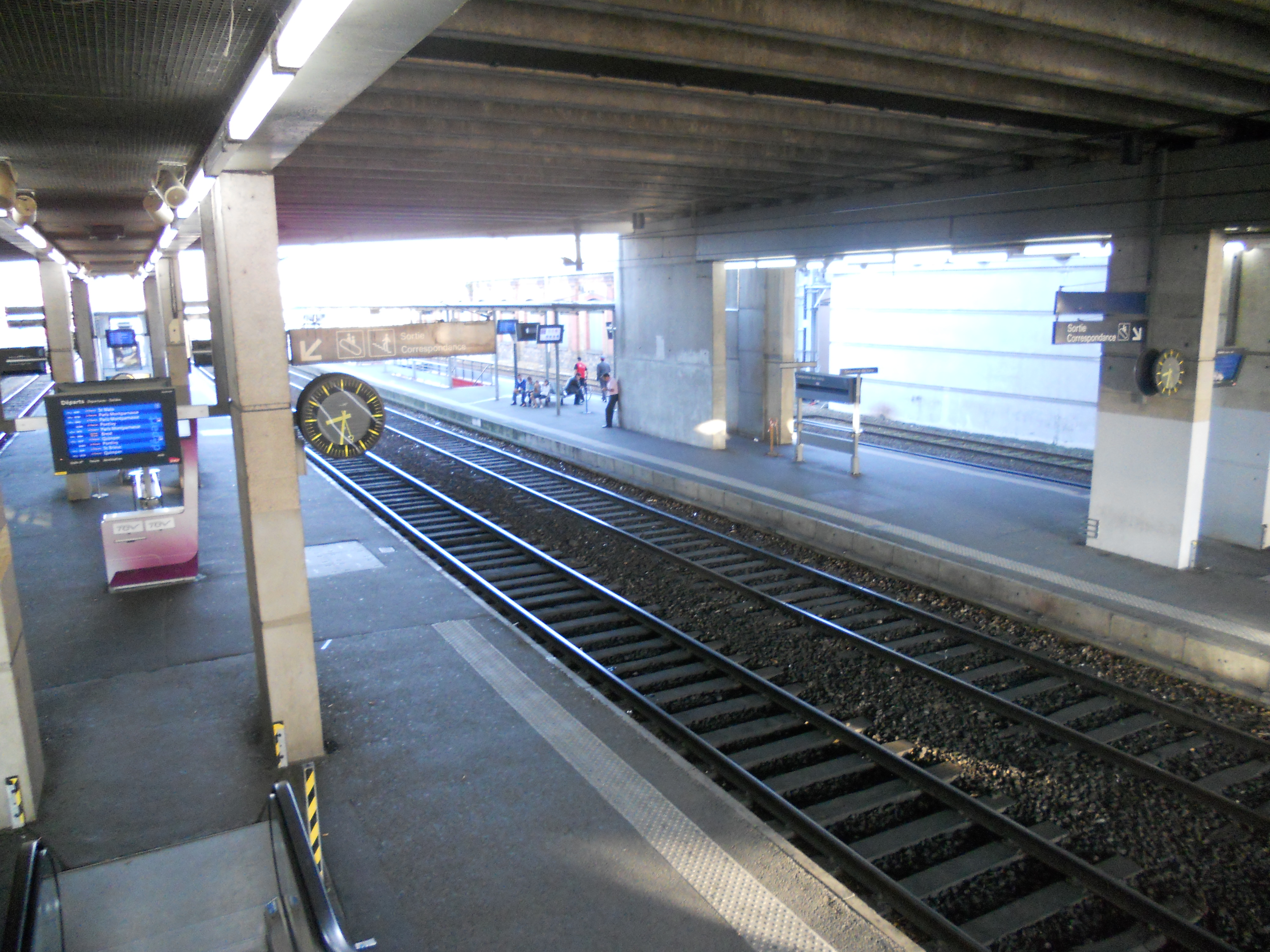
Vue des quais en direction de Paris.
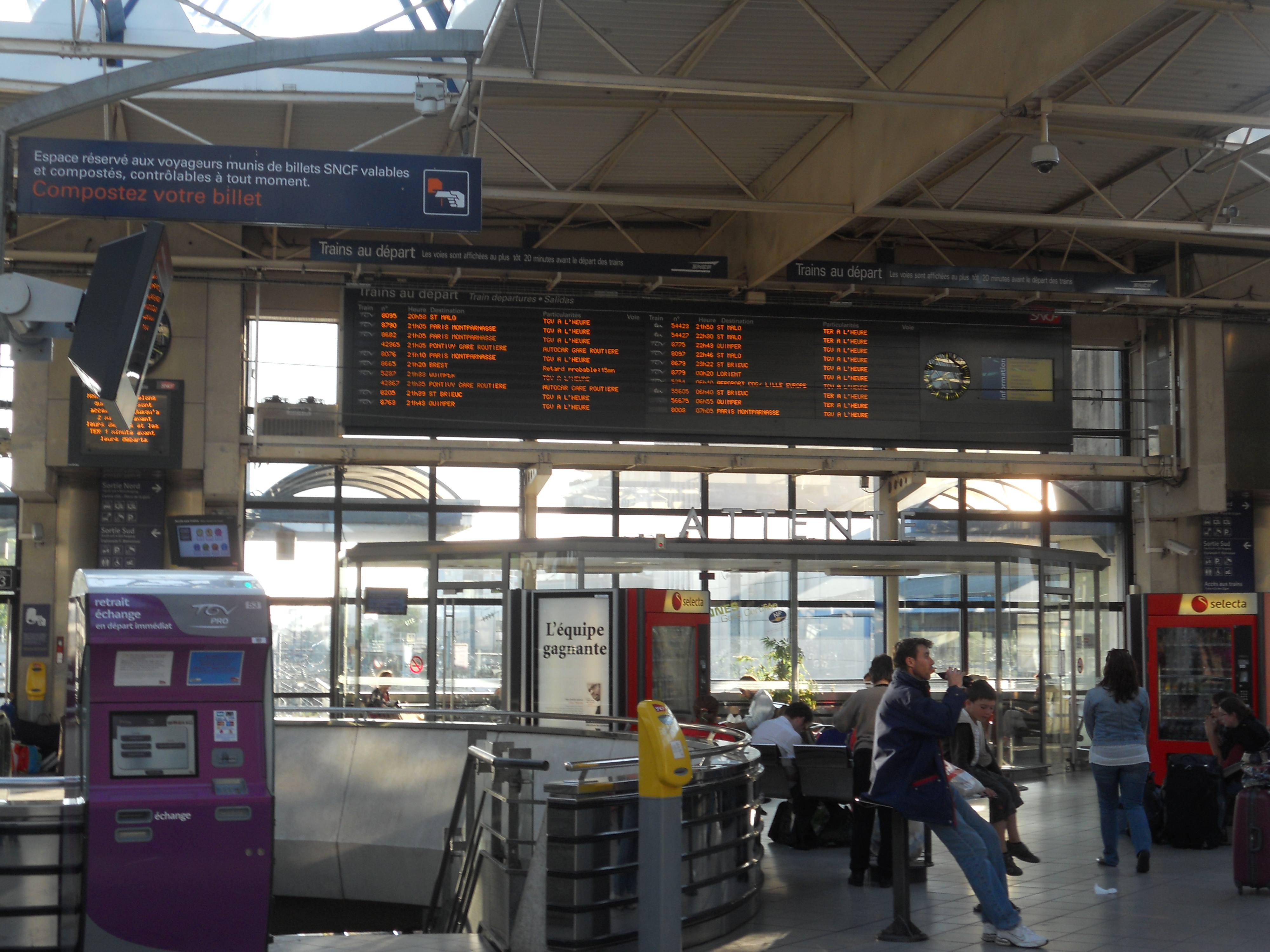
Vue du panneau indicateur de direction dans le hall.
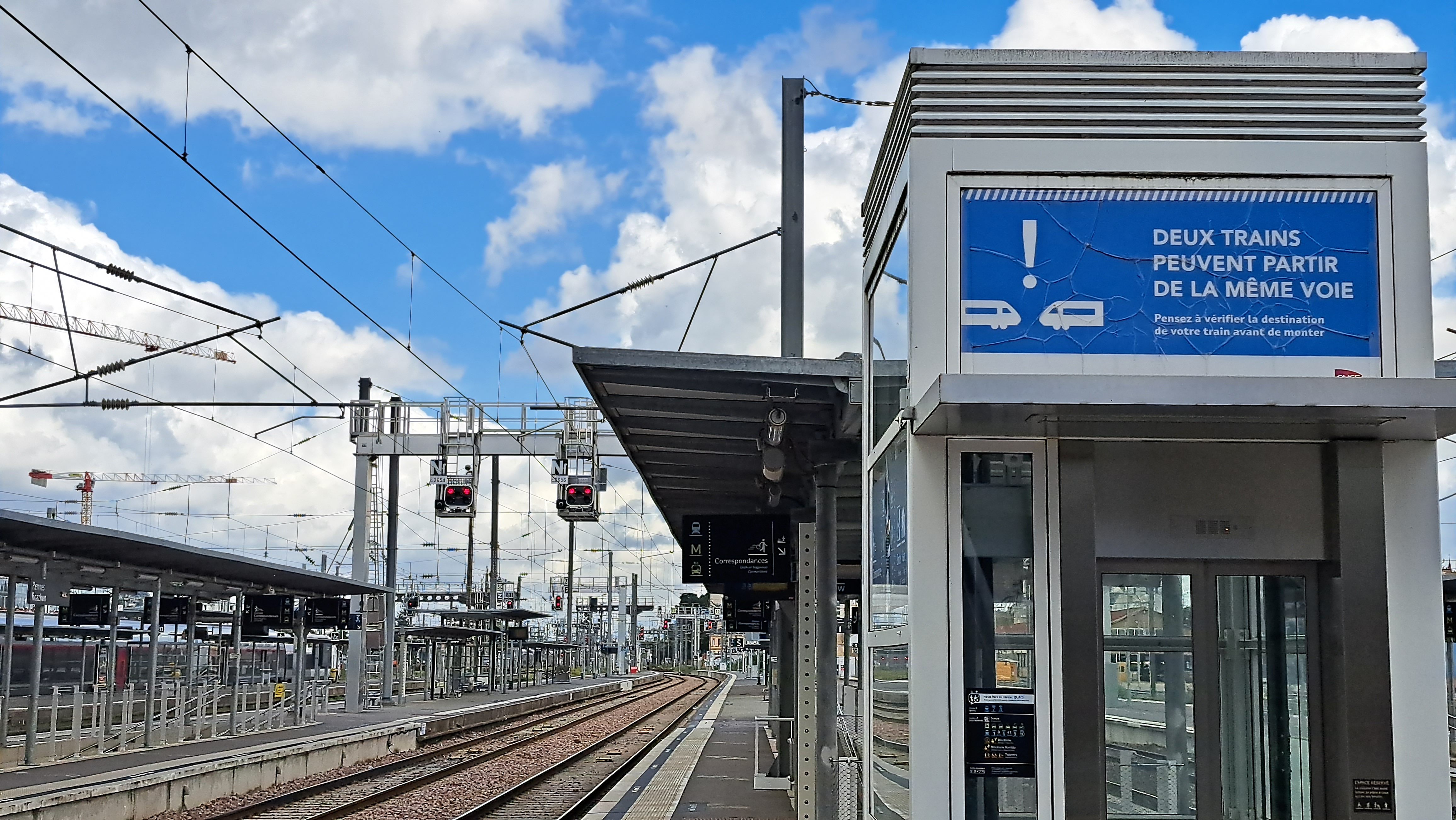
Signalétique voyageurs « Deux trains peuvent partir de la même voie ».

### Desserte

#### Grandes lignes

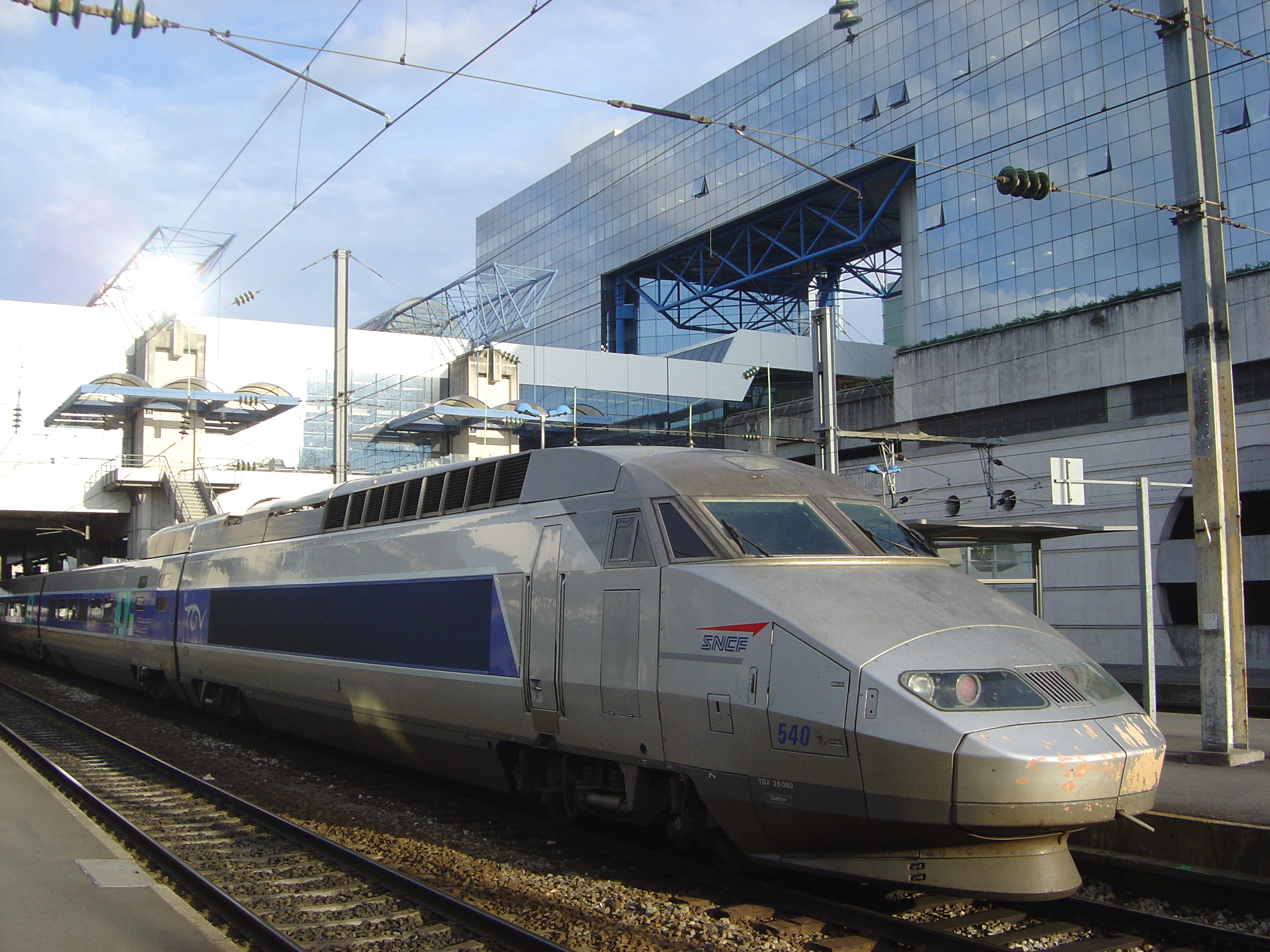
Une rame TGV Réseau en gare ; aperçu du parc immobilier, au-dessus de l'accès sud.

Depuis juillet 2017 et la mise en service commercial de la LGV Bretagne-Pays de la Loire, la gare est reliée à Paris-Montparnasse avec un temps de parcours d'environ 1 h 30 pour les TGV sans arrêt. D'autres TGV inOui assurent des liaisons directes vers Lille (via Marne-la-Vallée et Roissy), mais aussi vers Lyon, Marseille et Montpellier, ou encore vers Strasbourg. En outre, une liaison internationale Rennes – Bruxelles (via Lille) a été mise en service le 16 décembre 2019.
La desserte en provenance de Paris se prolonge vers l'ouest, jusqu'à Brest (via Lamballe, Saint-Brieuc, Guingamp, Plouaret-Trégor, Morlaix et Landerneau) ou Quimper (via Redon, Vannes, Auray, Lorient, Quimperlé et Rosporden), mais également vers le nord, jusqu'à Saint-Malo (via Dol-de-Bretagne).
Par ailleurs, les TGV à bas coûts Ouigo desservent la gare depuis Paris-Montparnasse, jusqu'à Quimper et Brest, à raison de deux circulations quotidiennes. À cela s'ajoute le service Ouigo Train Classique depuis Paris-Austerlitz, une fois par jour.

#### Trains régionaux (TER)

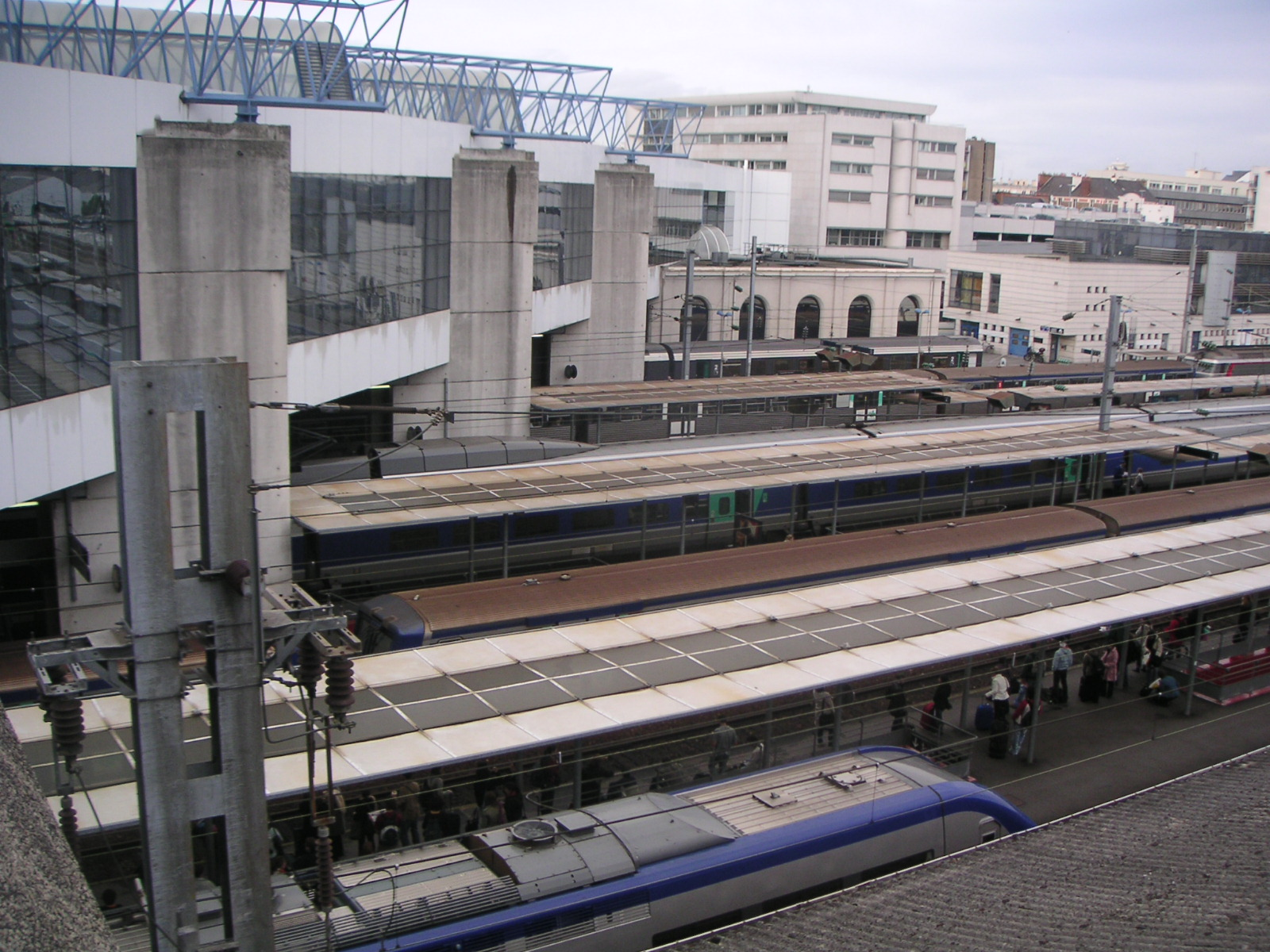
Trains régionaux et TGV en gare de Rennes vus depuis le hall construit au-dessus des voies, et vue partielle des anciens bâtiments de la gare nord, côté est.

La gare de Rennes est au cœur d'une étoile ferroviaire ferroviaire à cinq branches parcourue par des trains régionaux du réseau TER Bretagne :
- ligne 1 Rennes - Brest (dessert Lamballe, Saint-Brieuc, Guingamp, Morlaix) ;
- ligne 2 : Rennes - Vannes - Lorient - Quimper :
- ligne 4 : Rennes - Redon - Nantes ;
- ligne 6 : Rennes - Vitré ;
- ligne 7 : Rennes - Montreuil-sur-Ille ;
- ligne 8 : Rennes - Messac-Guipry ;
- ligne 9 : Rennes - Châteaubriant (dessert également la gare de Rennes-La Poterie au sud-est de Rennes) ;
- ligne 10 : Rennes - La Brohinière ;
- ligne 13 : Rennes - Dol-de-Bretagne - Saint-Malo (ligne qui dessert aussi la halte de Pontchaillou au nord-ouest de Rennes en complément du métro) ;
- ligne 14 : Rennes - Laval - Le Mans ;
- ligne 15 : Rennes - Redon ;
- ligne 16 : Rennes - Saint-Brieuc ;
- ligne 17 : Rennes - Dol-de-Bretagne - Dinan ,
- ligne 33 : Rennes - Caen.
- ligne 34 : Rennes - Quiberon (en été)

Les lignes TER Bretagne suivantes sont assurées par autocar à partir de la gare routière qui jouxte la gare SNCF :
- ligne 30 : Rennes - Le Mont-Saint-Michel ;
- ligne 35 : Rennes - Pontivy.

### Intermodalité

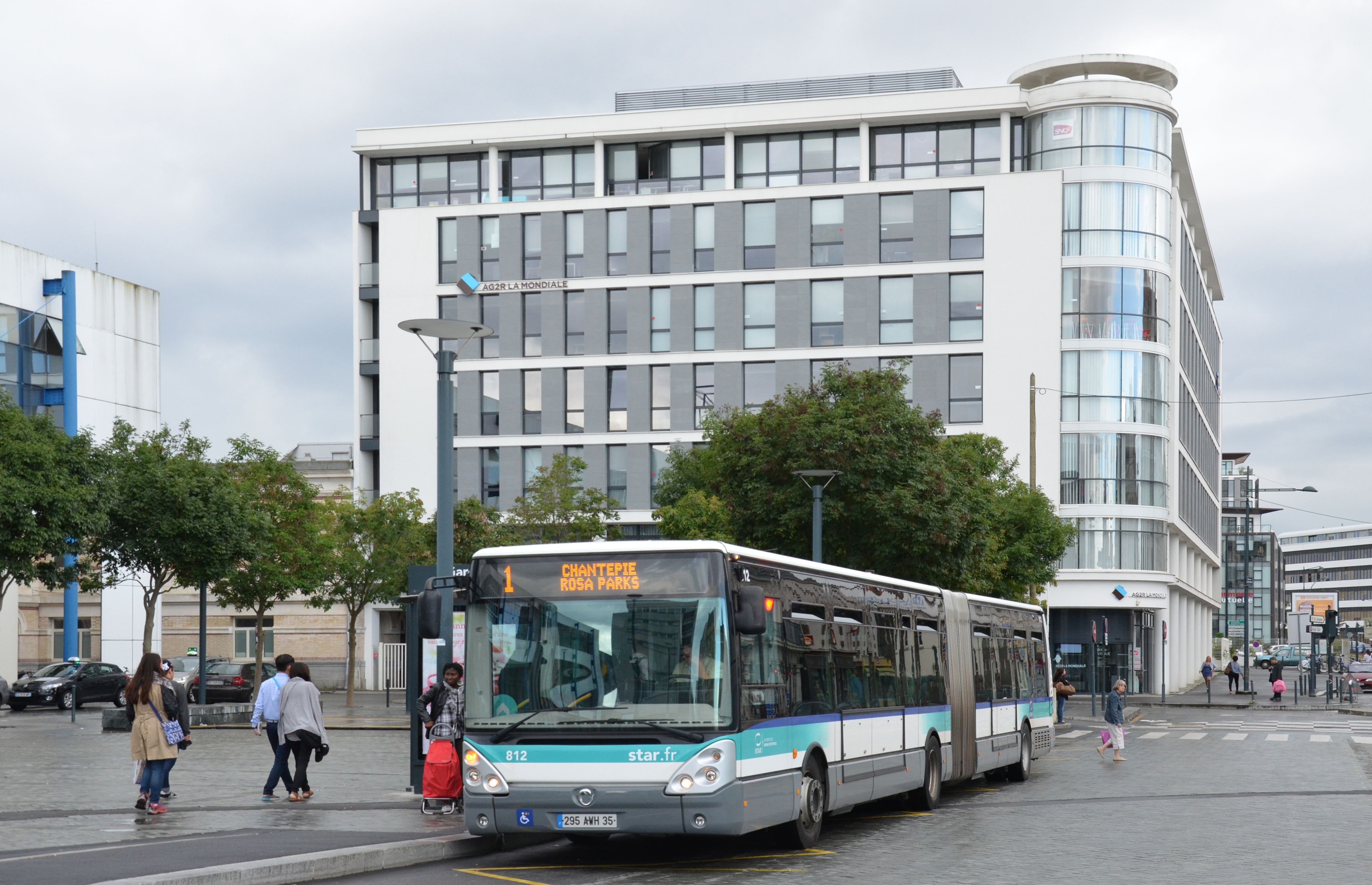
La gare de Rennes est en correspondance avec les transports urbains de Rennes.

La gare fait l'objet d'une réflexion à propos d'un réseau de transports en commun à partir de 1876, concrétisé par le tramway de Rennes, inauguré le 15 juillet 1897. La Compagnie des chemins de fer de l'Ouest assura la desserte par calèches jusqu'à la création du tramway.
Depuis 2002, la gare est desservie par le métro de Rennes à la station Gares qui est accessible directement depuis l'intérieur du hall. La gare est plus globalement un pôle d'échanges majeur du service des transports en commun de l'agglomération rennaise (STAR) avec une station de vélo-partage, les lignes de bus C1, C2, 11, 12 et 208, le réseau régional BreizhGo et des liaisons par car (gare routière).
Du côté sud de la gare, un arrêt de bus dénommé Gare Sud Féval existe aussi, il est desservi en journée par les lignes C3 et 12 et la nuit par la ligne N2, il est aussi l'arrêt de report sur la navette Bus relais métro mise en place en cas d'arrêt prolongé de la ligne A du métro.

## Technicentre de Rennes

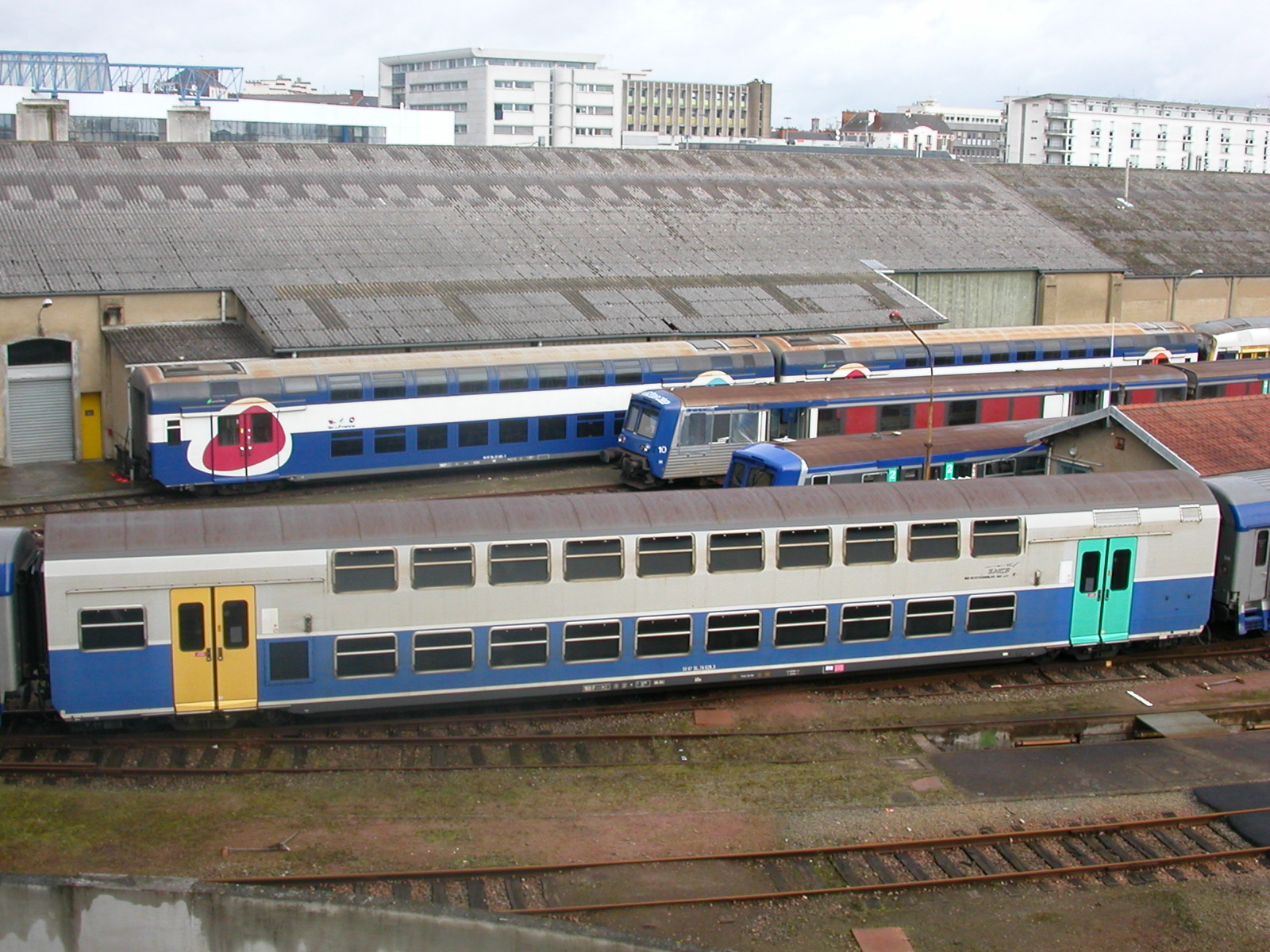
Voiture à 2 niveaux (V2N) à l'atelier de Rennes.

Un technicentre SNCF est implanté dans la zone industrielle de Saint-Jacques-de-la-Lande, au sud de Rennes. Cet atelier gère l'entretien des rames RRR et VB 2N - VO 2N - V 2N de la SNCF, et intègre un atelier de tournage d'essieux, un atelier spécialisé dans les organes de frein et l'atelier de métrologie de la SNCF.
Le dépôt des locomotives est situé rue Auguste-Pavie, près de la ZI Sud-Est, et comprend des locotracteurs (Y 8000), des locomotives Diesel (BB 63500), des locomotives électriques, des autorails (X 73500) et des automotrices électriques (Z 21500 et B 82500).

## Projets

### EuroRennes
La gare de Rennes se situe au cœur d'un quartier qui devrait connaître de profondes modifications urbaines dans les prochaines décennies. D'ici à 2025, un quartier d'affaires devrait voir le jour autour de la gare (120 000 m2 de bureaux), complété par 60 000 m2 de logements et 5 000 m2 de commerces, sous le nom d'EuroRennes, un projet réunissant Rennes Métropole, le département d'Ille-et-Vilaine et l'État français.
Les travaux de déconstruction du bâtiment voyageurs commencent en octobre 2015.
La gare deviendra également le pôle multimodal le plus important de la métropole rennaise, avec l'arrivée de la seconde ligne de métro (ligne b) initialement prévue en 2020 puis repoussée au printemps 2022, et le projet de construction adjacente d'une gare régionale, affectée au trafic TER. Ce projet doit répondre à la très forte hausse du trafic sur le réseau TER breton (+ 11 % entre 2004 et 2005 uniquement pour le trafic périurbain de Rennes), ainsi que sur le réseau de transport public lui-même (+ 70 % sur 2001-2005 sur la métropole, + 60 % pour les liaisons départementales), soit les hausses les plus élevées de France, mais aussi aux objectifs de développement durable (une réduction de près de 60 % du trafic automobile, ce qui nécessite une hausse de 14 % à 17 % de la part des transports en commun publics) : un développement où le TER, déjà intégré dans le schéma de transport urbain de la métropole, jouera un rôle de plus en plus prépondérant, puisqu'il est prévu d'augmenter le cadencement des TER dans les gares périurbaines de Rennes dans le cadre du RER breton, dans sa partie concernant l'agglomération rennaise.
Depuis juillet 2017, grâce à la LGV Bretagne-Pays de la Loire, dont le point d'aboutissement occidental se trouve à trois kilomètres environ à l'est de Rennes près de la gare de Cesson-Sévigné, la capitale bretonne est à 1 h 30 de Paris par certains TGV sans arrêt intermédiaire.

### Schéma de transport
Dans le cadre de la desserte interne de la métropole rennaise, des nouveaux points d’arrêt sont prévus pour compléter l'interconnexion avec le métro et l'offre publique de transport urbain dans le département. Des aménagements d'infrastructure seront aussi nécessaires pour ne pas gêner le reste du trafic ferroviaire régional ou national en pleine croissance.
Trois nouvelles haltes ferroviaires sont déjà prévues dans le noyau urbain :
- la gare de Rennes Jean Mermoz dans le quartier de La Courrouze, sur les communes de Rennes et de Saint-Jacques-de-la-Lande, en correspondance avec la ligne b du métro ;
- la halte de Chantepie Val Blanc, sur la commune de Chantepie, remplaçant à terme la halte de Rennes-La Poterie, moins bien connectée aux transports urbains. Elle pourrait être à très long terme en correspondance avec un prolongement de la ligne a du métro (une solution de bus en site propre reste préférée[52]) ;
- la halte de Rennes Champeaux, à l'ouest de Rennes.

La gare centrale de Rennes jouera alors pleinement son rôle de pôle multimodal.
Des liaisons ferroviaires nouvelles sont également envisagées pour prolonger, à l'ouest et au sud, la LGV Bretagne-Pays de la Loire (projet de Liaisons nouvelles Ouest Bretagne-Pays de la Loire, dit LNOBPL), qui inclurait éventuellement une nouvelle ligne de Rennes à Redon. Critiqué pour son prix et de faibles gains de temps, l'ensemble du projet ne devrait voir le jour qu'après 2030.

## La gare de Rennes dans la culture

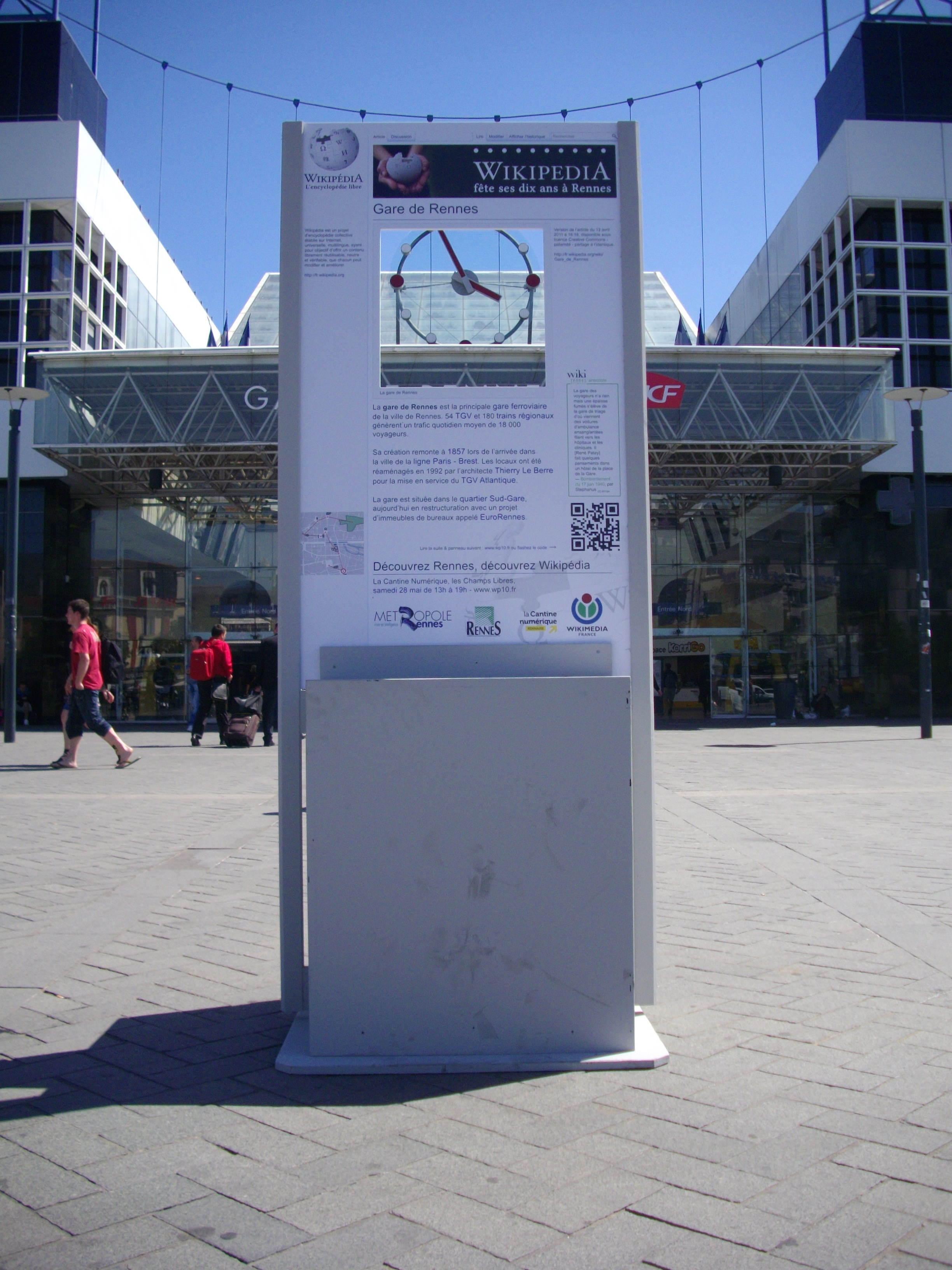
Panneau Wikipédia sur la gare.

Lors de l'événement célébrant les dix ans de Wikipédia à Rennes, un panneau consacré à la gare reprenant une partie du contenu du présent article (dans sa version du 12 avril 2011) a été implanté sur le parvis, parmi dix panneaux dispersés à travers la ville, entre le 21 et le 28 mai 2011.